# Área metropolitana de Cape Coral-Fort Myers
El área metropolitana de North Port-Bradenton-Sarasota o Área Estadística Metropolitana de North Port-Bradenton-Sarasota, FL MSA como la denomina oficialmente la Oficina de Administración y Presupuesto, es un Área Estadística Metropolitana centrada en las ciudades de Cape Coral y Fortm Myers, en el condado de Lee, estado estadounidense de Florida. El área metropolitana tiene una población de 618.754 habitantes según el Censo de 2010, convirtiéndola en la 85.º área metropolitana más poblada de los Estados Unidos.

## Principales comunidades del área metropolitana
Ciudades principales 
- Cape Coral
- Fort Myers